# Bitschlupf
Bitschlupf (englisch bit slip) ist in der Übertragungstechnik der Verlust oder die Doppelung eines Bits bei der Datenübertragung. Bitschlupf kann entstehen, wenn die Taktraten von Sender und Empfänger differieren. Dies ist eine Eigenschaft von plesiochron arbeitenden Datenübertragungssystemen, wie bei der Plesiochronen Digitalen Hierarchie.
Die Bezeichnung Bitschlupf geht auf den physikalischen Schlupf zurück.
Ist das übertragene Signal byte- oder wortorientiert strukturiert, so geht bei einem Bitschlupf auch die Byte- bzw. Wortsynchronisation verloren. Dann muss eine Neusynchronisation des Empfängers erfolgen.

## Entstehung
Die nominell gleichen Takte von Sender und Empfänger sind in der Praxis auf Dauer nicht genau synchron und driften deshalb auseinander.
Dabei können zwei Fälle unterschieden werden.
1. Der Takt des Empfängers ist langsamer als der Takt des Senders: Das empfangene Signal kann vom Empfänger nicht schnell genug abgetastet werden, ein Bit geht verloren.
2. Der Takt des Empfängers ist schneller als der Takt des Senders: ein vom Empfänger bereits gelesenes Bit kann noch einmal gelesen werden, ein Bit wird gedoppelt.